# 11002 Річардліс
11002 Річардліс (11002 Richardlis) — астероїд головного поясу, відкритий 24 червня 1979 року.
Тіссеранів параметр щодо Юпітера — 3,214.